# Noël Raoult
Noël Raoult (Meaux, 26 dicembre 1810 – Reichshoffen, 3 settembre 1870) è stato un generale francese.

## Biografia

Reichschoffen, casa davanti alla quale venne ferito il generale Raoult nel corso della guerra franco-prussiana del 1870

Noël Raoult nacque il 26 dicembre 1810 a Meaux, figlio di Voisin Augustin Raoult (panettiere locale) e di sua moglie Jeanne Étiennette Coquet. Suo padre l'avrebbe voluto notaio, ma Raoult pur avendo iniziato i propri studi in tal senso abbandonò la professione e decise di arruolarsi nell'esercito francese sul finire del 1830.
Si iscrisse alla scuola militare di Saint-Cyr dopo aver superato l'esame di ammissione, passando quindi alla scuola di stato maggiore. Nel 1834 partì alla volta dell'Algeria dove raggiunse rapidamente il grado di capitano. Nella Guerra di Crimea prese parte all'assedio di Sebastopoli. Prese parte con l'esercito francese alla campagna militare in Italia nel 1859, prendendo parte tra le altre alla battaglia di Magenta.
Nel corso della guerra franco-prussiana, venne ferito gravemente nella battaglia di Woerth, il 6 agosto 1870. Trasportato all'ospedale di Reichshoffen, morì il 3 settembre successivo.